# Casablanca (la Ràpita)
Casablanca és una obra de la Ràpita (Montsià) protegida com a Bé Cultural d'Interès Local.

## Descripció
Edifici d'obra vista, amb planta rectangular i teulada a doble vessant. L'alçat es compon de planta baixa -amb gran porta central amb muntants i llanda fets amb rajola pintada de blanc i dues finestres del mateix tipus- i un primer pis amb cinc finestres rectangulars amb muntants i llinda com a l'anterior.
Els vèrtex de l'edifici estan fets amb rajola pintada de blanc imitant carreus de pedra. A les façanes laterals la forma de la teulada es remarca amb tres motllures-cornisa.

## Història
La creació d'aquest mas està relacionada amb les grans explotacions agrícoles de finals del segle passat. A aquesta finca passà part de la seva infantessa en Sebastià Juan Arbó (1902-1984), on els seus pares eren masovers, experiència que queda reflectida a la seva obra "La Masia". És el lloc del final del viatge que inspirà la pel·lícula "Una nit a Casablanca".
Actualment, al costat hi ha uns magatzems d'arròs. El mas no està habitat.